# 김시영 (1973년)
김시영(1973년 9월 13일 ~ )은 대한민국의 배우이다.

## 출연작

### 드라마
- 《신성한, 이혼》 (JTBC, 2023) - 김지숙 역
- 《보이스 2》 (OCN, 2018년) - 아파트 주민 역
- 《애타는 로맨스》 (OCN, 2017년) - 왕복자 역
- 《1%의 어떤 것》 (드라맥스, 2016년) - 이수영 역
- 《밀회》 (JTBC, 2014년) - 차원장 역
- 《아내의 자격》 (JTBC, 2012년) - 차승혜 역
- 《용의 눈물》 (KBS1, 1996년)
- 《짝》 (MBC, 1994년)

### 영화
- 《첫잔처럼》 (2019년) - 라면집 이모 역
- 《오만》 (2019년) - 현우엄마 역
- 《반드시 잡는다》 (2017년) - 돌보미 1역
- 《보통사람》 (2017년) - 기자 역
- 《아티스트ː다시 태어나다》 (2017년) - 라 여사 역
- 《눈발》 (2017년) - 교회 주부 역
- 《굿바이 싱글》 (2016년) - 미술대회 학부모 역
- 《약장수》 (2015년) - 혜란 역
- 《하모니》 (2010년) - 복지사 역

### 연극
- 《두 코리아의 통일》
- 《이 아이》
- 《맘모스 해동》
- 《무대게임》
- 《세 자매》
- 《일곱집매》
- 《그때 그 사람들》
- 《고령화 가족》
- 《락희맨쇼》
- 《욕망이라는 이름의 전차》
- 《사랑을 주세요》
- 《라이어》

## 수상
- 2013년 제6회 대한민국연극대상 인기상
- 2013년 제34회 서울연극제 연기상